# Средний палеолит
Средний палеолит, или Средний древний каменный век, — эпоха, длившаяся в период от 300 000 тысяч (граница раннего и среднего палеолита) или 200 000 до 40 000 лет назад. Более точная датировка существующими методами затруднена. Средний палеолит Европы называют эпохой мустье по известному археологическому памятнику во Франции.

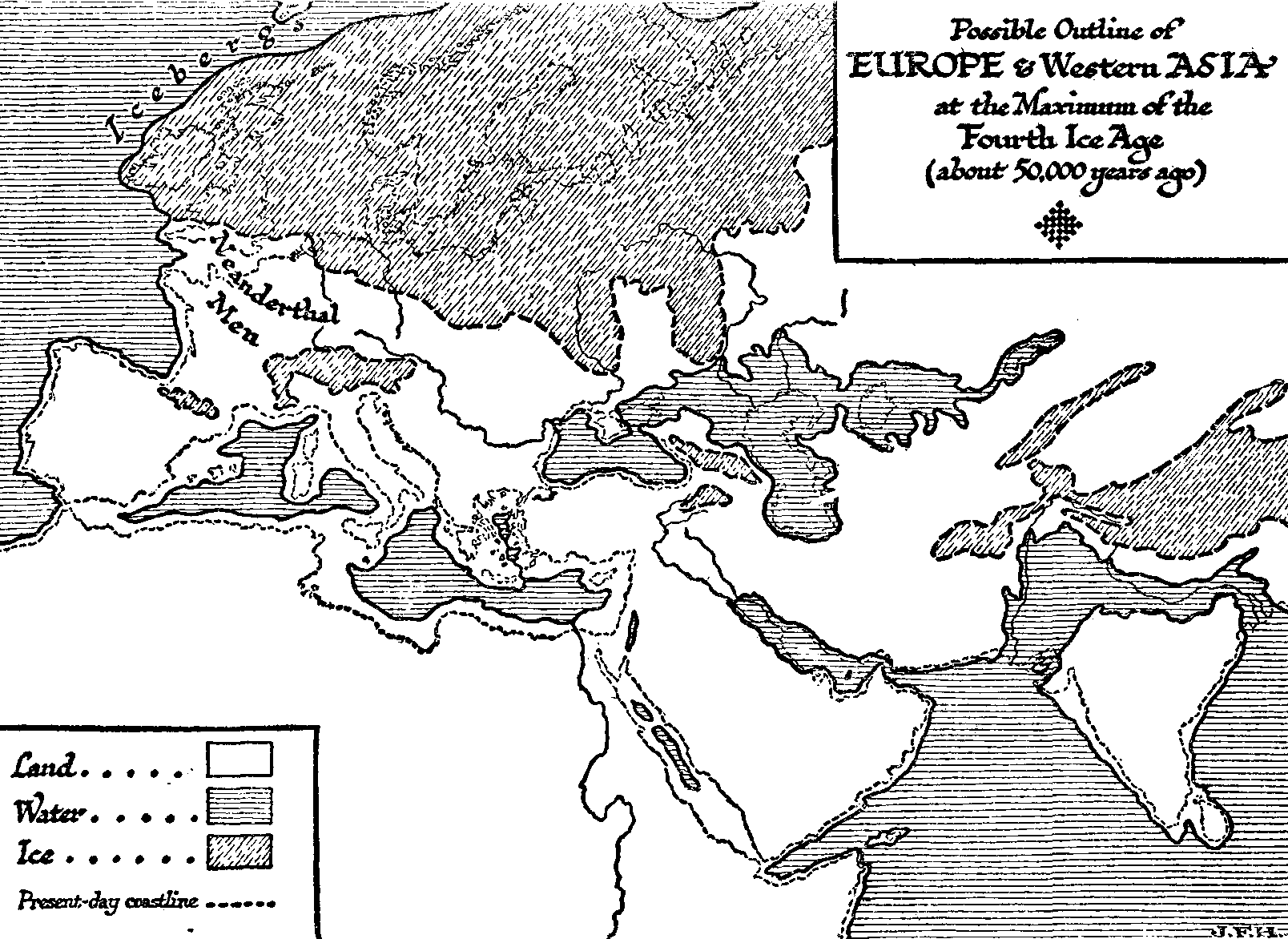
Европа и Ближний Восток 50 тыс. лет назад (спекулятивная карта)

## Характеристика
Средний палеолит хорошо исследован. Характеризуется широким расселением человека, в результате которого палеоантроп (человек среднего палеолита) расселился практически по всей свободной от ледника территории Европы. Значительно выросло количество археологических памятников. Территория в Европе заселяется до Волги. Мустьерские стоянки появляются в бассейне Десны, верховьях Оки, Среднем Поволжье. В Центральной и Восточной Европе памятников среднего палеолита в 70 раз больше, чем раннего палеолита. Одновременно появляются местные группы и культуры, что становится основой для рождения новых рас и народов.
Считают, что европейское мустье развилось в двух основных зонах — в Западной Европе и на Кавказе — и оттуда распространились по всей Европе. Прямая связь между средним и ранним палеолитом установлена в редких случаях.
Археологические культуры разделяют на раннемустьерские (существовали в рисс-вюрмский период) и позднемустьерские (Вюрм І и Вюрм ІІ; абсолютный период — 75/70-40/35 тыс. лет назад).

## Орудия труда
Усовершенствовалось производство каменных орудий труда. Каменная индустрия того времени носит название «леваллуа». Она характеризуется сколом отщепов и пластин со специально подготовленного дисковидного «нуклеуса». Они отличаются стойкостью форм. Двусторонне обработанные орудия труда в отдельных регионах используются и в среднем палеолите, но существенно изменяются. Ручные рубила уменьшаются в размерах, часто изготовляются из отщепов. Появляются листоподобные наконечники и наконечники разных типов, которые использовались в сложных орудиях труда и оружии, например в метательных копьях. Типичное орудие труда мустье — скребло — имеет многолезвенные формы. Мустьерские орудия труда многофункциональны: они служили для обработки дерева и шкур, строгания, резания и даже сверления.

## Климат
Начало среднего палеолита попадает на относительно теплый интергляциал Рисс-Вюрм. Он характеризовался периодом тёплого и сухого климата, когда в Европе ещё сохранялась субтропическая фауна: древний слон, гиппопотам, носорог Мерка (лат. Dicerorhinus kirchbergensis  (mercki)). На территории Венгрии, например, ещё были распространены хвойные и лиственные леса, а климат был теплее современного: средняя температура зимы — не ниже 0°. В кульминации Вюрма II температура января упала до −10…-15°, а температура июля — до +10°. Появились значительные безлесные пространства.
Потом пошли, сначала незначительные изменения климата, затем — продолжительный переходный период и, наконец, последнее оледенение — вюрмское. В период между интергляциалом и кульминацией Вюрма II флора и фауна Европы полностью изменились. Климат стал мягче и теплее только во время интерстадиала Вюрм І-ІІ, когда увеличилось количество осадков и лиственные леса снова стали господствующими. Новое наступающее похолодание и уменьшение количества осадков привели к тому, что растительность приняла степной характер. В Вюрме ІІІ появились степные и тундровые ландшафты, а в фауне появились полярные виды. Аналогичные процессы происходили и в других областях Европы.

## Археологические памятники
Мустьерские памятники достаточно чётко разделяются на базовые лагеря (остатки которых часто находят в больших и хорошо закрытых пещерах, где образовались мощные культурные слои с достаточно разнообразной фауной), и на временные охотничьи лагеря (бедная индустрия). Встречаются и мастерские для добычи и первичной обработки камня. Базовые лагеря и временные охотничьи стоянки размещались как в пещерах, так и под открытым небом.
В кантоне Берн (Швейцария) найдены мустьерские места добычи кремня в виде вертикальных ям глубиною 60 см, выкопанных роговыми орудиями труда. Тут происходила первичная обработка кремня.
В Балатенловаше (Венгрия) были шахты по добыче красителей.
В юго-западной Франции мустьерские стоянки найдены под скальными навесами и в малых пещерах, которые редко превышают 20—25 м в ширину и глубину. Пещеры в Комб Гренаде и Ле Пейраре (Южная Франция) были углублены.
Жилища из костей мамонта с остатками кострищ в середине под открытым небом найдены на стоянке Молодова I на Днестре.
На территории Русской равнины единственным твёрдо датированным объектом самого конца среднего палеолита является стоянка Шлях в Волгоградской области.
До конца Вюрма І сооружаются большие с несколькими кострищами жилища, найденные во Франции (Ле Пейрар, Во-Де-Л’Обезье, Эскишо-Грано). Остатки десяти небольших жилищ найдены в низовьях реки Дюране (Франция).

## Занятия населения
Основным занятием населения оставалась охота.
Изучение особенностей показало, что основой хозяйственной деятельности населения была охота на разнообразную дичь. Места для лагерей выбирались там, где было охотничье разнообразие, охота на таких больших животных, как слон, гиппопотам, носорог, которые продолжали жить тут пока не стали исчезать влажные леса и болота.
Пещера Монте-Чирчео (Лацио): охота на животных, которые жили на их охотничьей территории (зона радиусом 10 км около стоянки), которая включала открытую местность, где паслись кони; редкую парковую растительность и сухие светлые леса на водоразделах, где жили олени и дикие быки; густые влажные леса, в которых жили кабаны и козули.
Изменения природных условий привело некоторых стадных травоядных к миграциям: летом — в Апеннины, на пастбища, зимой — назад, в низинные районы. Судя по размещению памятников среднего палеолита, человек ещё не кочевал в горной местности, оставаясь в основном в низинных районах, где сохранились слоны, бегемоты, носороги.
В среднем палеолите северной Италии базовые лагеря размещались между морскими ресурсами и горами с сернами и оленями.
Другая картина в пещере Мории (Испания): около 50 % костных остатков здесь принадлежит большому быку, другие — благородному оленю и лошадям.
В Крыму охотились почти исключительно на дикого осла (Староселье) и сайгу (Заскельна). На Кавказе в Воронцовской пещере 98,8 % остатков фауны принадлежат пещерному медведю, на ильской стоянке до 87 % составляют кости бизона.
Население на территории Молдавии в среднем палеолите охотилось на мамонта, а также на коня, бизона и северного оленя.
В Эрде (Венгрия) объектом весенней охоты был пещерный медведь (остатки около 500 особей), а летом — конь и гиппопотам.
В Кенигсхауэ около Гарцских гор в Германии около 30 человек — жили с апреля по октябрь на берегу озера, в довольно открытой местности, в окружении топких болот и лесов из ольхи, берёзы, тополя. Основным занятием была охота на мамонта, носорога, дикого коня и быка.
Поселение Лебенштедт у Зальцгиттера в Германии существовало в условиях тундровой растительности 55 тысяч лет назад. Основным занятием населения была охота на северного оленя, бизона, коня, шерстистого носорога. Все каменные орудия труда — орудия охоты и обработки туш. Это летний лагерь группы охотников (40-50 человек), которые останавливались возможно здесь на несколько недель.
В гроте Ортюс (Франция) охотники на пантеру, рысь, волка приносили в лагерь только шкуры, снятые на месте охоты.
Аналогичная картина наблюдается в Эрде, где на пещерную гиену, волка и бурого медведя охотились из-за их шкур.
Рыбный лов в Кударо на Кавказе.
Охота на птиц и собирание, особенно в районах с более мягким климатом. Способы ведения охоты изучены недостаточно. Существовала охота с копьём, в том числе и метальным, оснащенным кремнёвым наконечником. Была освоена и облавная охота на пересечённой местности, возможно, с использованием ловчих ям.

## Археологические культуры
Исследованиями Ф. Борда выявлены разные культуры, которые не были привязаны к территории. В одно и то же время в одном районе могли сосуществовать разные культуры. Пути развития определяются ограниченностью используемого сырья, уровень развития техники, определённый набор орудий труда. Выделяют леваллуазский, зубчатый, типичный мустьерский, шарантский, понтийский и др. пути развития. Выводы Борда о существовании «мустьерских культурных общностей» были подвергнуты критике Л. Бинфордом.
Увеличилась оседлость, которая должна была способствовать консолидации человеческих коллективов, которые жили оседло. Высокий уровень родовых социальных отношений. Например, человек, который потерял руку, жил ещё долгое время после утраты трудоспособности, такую возможность мог дать ему коллектив.

## Религия
Обнаружены первые захоронения, следы ритуалов (возможно зарождался тотемизм), и использование орнаментации — ритмические повторения нарезок на костях или камнях, использование краски (преимущественно красной охры).
Большинство мустьерских захоронений пребывает в границах поселений, в основном в пещерах. Могильные ямы — неглубокие, неправильных контуров, но часто вырыты или выдолблены специально для захоронения. Основной похоронный обряд — трупоположение на боку, со слегка подогнутымими в коленях ногами. Сверху захоронение засыпалось землёй или камнями. Там, где можно установить, похоронённый повёрнут головой на запад или восток. В могилах находят минеральную краску — охру, орудия труда и кости животных, но всё это могло попасть туда и случайно, с культурного слоя, а не как жертвоприношения покойному (похоронного инвентаря). Связь умерших с родовой общиною сохранялась и после смерти. Возможно они верили в жизнь после смерти (это не было анимистическое верование).
Тотемом для многих родов, видимо, был медведь — пещерный или бурый. Встречаются случаи особенного обращения с черепами и костями медведей: черепа складывают в специальные ниши в пещерах или ящики из каменных плит (Драхенлох, Швейцария; Петерсхёле, Германия), кости хоронят в специальных каменных сооружениях (Регурду, Юго-Западная Франция).

## Население
Считается, что население было неандертальским. Палеоантропологические находки времени рисс-вюрмского интергляциала ещё не различаются. Находки раннего Вюрма указывают на антропологические расхождения. Наконец во время последнего интергляциала и в начале Вюрма начался процесс расцвета Homo sapiens и выделение рас.